# Eunectes akayima
Eunectes akayima — вид неотруйних змій з роду анаконди. Виокремлений у 2024 році з виду анаконда зелена (Eunectes murinus).

## Етимологія
Назва виду akayima походить з карибських мов, де akayi означає «змія», а суфікс -ima описує розмір таким чином, що виносить цей термін в окрему категорію, надаючи буквальне значення «Велика змія». Слово akayima та його варіанти (okoyimo, okoimo) використовувалися місцевими жителями Карибів для позначення цієї анаконди за багато століть до її офіційного наукового опису. Цей термін також відноситься в карибських мовах до веселки, яка, ймовірно, асоціюється з пернатим змієм у віруваннях карибів.

## Поширення
Eunectes akayima зустрічається на півночі Південної Америки. Точна територія поширення ще невідома, але на основі взятих зразків відомо, що вид зустрічається у Венесуелі, Французькій Гвіані, Суринамі, Гаяні, Еквадорі та на острові Тринідад. Вважається, що його ареал також охоплює частини Колумбії та Перу, а також Північну Бразилію.

## Опис
Eunectes akayima була описана як одна з найважчих і найдовших змій у світі, а один екземпляр мав довжину 6,3 метра. Непідтверджені повідомлення від індіанців хуаорані говорять про особин, які досягають 7,5 метра і 500 кілограмів.
Жодних морфологічних відмінностей між E. akayima та E. murinus ще не виявлено, хоча вони відрізняються своїми мітохондріальними геномами, що робить їх загадковими видами. Виявлено, що морфологічні вимірювання, такі як кількість луски в кількох місцях, лежать в однакових діапазонах в обох видів.